# Entropia molare standard
In termochimica, l'entropia molare standard, S°, è l'entropia associata a una mole di sostanza, in condizioni di temperatura e pressione standard (ovvero 1 bar). In questo caso per "temperatura standard" si adotta in genere il valore di {\displaystyle 298,15\,\mathrm {K} =25^{\circ }\mathrm {C} } (dove {\displaystyle \mathrm {K} } è il simbolo del Kelvin), i cui valori sono comunemente tabulati in letteratura specialistica con lo scopo di agevolare i calcoli evitando di ricorrere all'integrazione), ma nulla vieta di adottare un altro valore di riferimento per la temperatura.
Il terzo principio della termodinamica stabilisce che ogni sostanza possiede un valore positivo di entropia, la quale diviene uguale a zero alla temperatura di {\displaystyle 0\,\mathrm {K} }. L'unità di misura nel SI è il joule fratto Kelvin ·mole {\displaystyle \left({\frac {\mathrm {J} }{\mathrm {K} \cdot mol}}\right)}, ma comunemente viene espressa in unità entropiche, dove al joule viene preferita la caloria {\displaystyle \left({\frac {\mathrm {cal} }{\mathrm {K} \cdot mol}}\right)}.
Analizzando i valori tabulati, si possono facilmente evincere le seguenti considerazioni (in accordo con il concetto di "entropia"):
- come ovvio, i valori di {\displaystyle S^{\circ }} aumentano nell'ordine solido - liquido - gas;
- i valori di entropia molare standard relativi a un elemento sono solitamente minori rispetto a quelli relativi ai suoi composti, valori che tendono ad aumentare all'aumentare della complessità molecolare;
- per le forme allotrope degli elementi è possibile determinare la struttura cristallina più stabile, alla quale corrisponde il minor valore di {\displaystyle S^{\circ }}.

Dalla applicazione della relazione {\displaystyle \Delta S^{\circ }=\sum S_{prod}^{\circ }-\sum S_{reag}^{\circ }}, è possibile calcolare la variazione di entropia molare standard di reazione associata a una reazione chimica sottraendo all'entropia totale dei prodotti l'entropia totale dei reagenti. Questo calcolo viene comunemente effettuato quando si devono determinare i parametri termodinamici che descrivono un dato equilibrio chimico.
A titolo di esempio, il {\displaystyle \Delta S^{\circ }} relativo alla formazione dell'acqua gassosa a partire dai suoi elementi si può calcolare nel modo seguente:
{\displaystyle {\ce {H2(g)\ +\ {\frac {1}{2}}O2(g)\leftrightarrows H2O(g)}}}
dai valori tabulati {\displaystyle S^{\circ }\mathrm {H_{2}(g)} =31,21\,u.e.\,\,}, {\displaystyle \,\,S^{\circ }\mathrm {O_{2}(g)} =49\,u.e.\,\,} e {\displaystyle \,\,S^{\circ }\mathrm {H_{2}O(g)} =45,11\,u.e.}
{\displaystyle \Delta S^{\circ }=\sum S_{prod}^{\circ }-\sum S_{reag}^{\circ }=45,11-(31,12+{\frac {1}{2}}\cdot 49)=-10,6\,u.e.}
diminuzione di entropia correlata con la diminuzione di molecole gassose (da {\displaystyle 1,5} a {\displaystyle 1}).